# HC Radobyčice
HC Radobyčice (celým názvem: Hockey Club Radobyčice) je český klub ledního hokeje, který sídlí v Plzni v Plzeňském kraji. Založen byl v roce 1996 pod názvem TJ Sokol Radobyčice. Svůj současný název nese od roku 2011. Od sezóny 2018/19 působí v Plzeňské krajské soutěži – sk. B, šesté české nejvyšší soutěži ledního hokeje. Klubové barvy jsou červená a bílá.
Své domácí zápasy odehrává v tréninkové hale u Zimního stadionu s kapacitou 200 diváků.

## Historické názvy
Zdroj:
- 1996 – TJ Sokol Radobyčice (Tělovýchovná jednota Sokol Radobyčice)
- 2011 – HC Radobyčice (Hockey Club Radobyčice)

## Přehled ligové účasti
Stručný přehled
Zdroj:
- 2010–2018: Plzeňská krajská soutěž – sk. A (5. ligová úroveň v České republice)
- 2018– : Plzeňská krajská soutěž – sk. B (6. ligová úroveň v České republice)

Jednotlivé ročníky
Zdroj:
Legenda: ZČ - základní část, červené podbarvení - sestup, zelené podbarvení - postup, fialové podbarvení - reorganizace, změna skupiny či soutěže
| Česko (2010 – ) |                                 |           |           |                                       |                      |
| Sezóny          | Soutěž                          | Úroveň    | ZČ        | Play-off, nadstavba, sk. o udržení... | Poznámky             |
| 2010/11         | Plzeňská krajská soutěž – sk. A | 5. úroveň | 4. místo  |                                       |                      |
| 2011/12         | Plzeňská krajská soutěž – sk. A | 5. úroveň | 6. místo  | Čtvrtfinále                           |                      |
| 2012/13         | Plzeňská krajská soutěž – sk. A | 5. úroveň | 10. místo |                                       | sk. o udr.           |
| 2013/14         | Plzeňská krajská soutěž – sk. A | 5. úroveň | 9. místo  |                                       |                      |
| 2014/15         | Plzeňská krajská soutěž – sk. A | 5. úroveň | 10. místo |                                       |                      |
| 2015/16         | Plzeňská krajská soutěž – sk. A | 5. úroveň | 10. místo |                                       |                      |
| 2016/17         | Plzeňská krajská soutěž – sk. A | 5. úroveň | 9. místo  |                                       |                      |
| 2017/18         | Plzeňská krajská soutěž – sk. A | 5. úroveň | 8. místo  | Čtvrtfinále                           | Odhlášení ze soutěže |
| 2018/19         | Plzeňská krajská soutěž – sk. B | 6. úroveň |           |                                       |                      |